# SMS Hela
Az SMS Hela a Német Császári Haditengerészet egyik aviso-hajója volt. Az egyedi építésű hajót 1895. március 28-án bocsátották vízre Brémában. Nevét a Danzig előtti Hela-félsziget után kapta. 1899-ben átminősítették kiscirkálóvá (könnyűcirkálóvá), habár 8,8 cm-es űrméretű legnagyobb ágyúi nem feleltek meg az ilyen típusú egységek fegyverzetével szemben támasztott kritériumoknak.
1900-1901-ben Kínába irányították át a bokszerlázadás leverésének segítésére. 1902-ben részt vett a nagyszabású flottaszintű hadgyakorlaton, majd 1903 és 1906 között jelentősen átépítették. 1910 után ellátóhajónak használták. Az első világháború kitörésekor ismét hadihajóként alkalmazták és a Helgolandnál állomásozó rombolóflottillákat kellett támogatnia. 1914. szeptember 13-án a brit E9 tengeralattjáró megtorpedózta és elsüllyedt. Legénységének két tagja veszett oda.

## Tervezés
A Hela képezte az aviso-hajók fejlesztésének a csúcsát a Császári Haditengerészetnél. A német avisókat a korábbi torpedónaszádokból fejlesztették ki és a hazai vizeken szándékoztak támogatni velük a flottát. Az első avisót, a Zietent egy brit hajóépítőtől vásárolták 1875-ben és további hét épült meg német hajógyárakban mielőtt a Hela építéséhez hozzákezdtek. Az aviso hajókból fejlődtek ki a későbbi könnyűcirkálók (kiscirkálók). A Hela után megépített Gazelle-osztály hajói voltak az első igazi ilyen egységek.

## Általános jellemzők, meghajtás
A Hela vízvonal menti hosszúsága 104,6 m, teljes hosszúsága 105 m volt. Szélessége 11 m, merülése elől 4,64 m, hátul 4,64 m, tervezett vízkiszorítása 2027 t volt, ami harckész állapotban 2082 t-ra nőtt. A hajótestét hosszanti és keresztirányú acélból készült bordázattal látták el, ami a páncélfedélzet feletti részt 22, az az alatti részt 10 vízzáró rekeszre osztotta. A hajó alját hosszának 35%-ában kettős fenék védte. A hajón 7 tiszt és 171 főnyi legénység teljesített szolgálatot.
Meghajtásáról két darab három hengeres, hármas expanziójú gőzgép gondoskodott. Mindkét gőzgép egy-egy 3,25 m átmérőjű hajócsavart forgatott meg. A gőzgépek külön géptermekben voltak elhelyezve. A hajtóműveket hat lokomotívkazán látta el gőzzel, melyeket szintén két külön kazánteremre osztottak. A hajtóművek teljesítményét 6000 lóerőben adták meg, amivel az előzetes kalkulációk szerint 20 csomós (37 km/h) csúcssebességet lehetett elérni, azonban a menetpróbákon fél csomóval nagyobb sebesség elérésére is képes volt. Három elektromos generátorral rendelkezett, melyek 36 kW (67 volt) teljesítményűek voltak. Irányítását egy darab kormánylapáttal oldották meg.

## Fegyverzet és páncélzat
Fő fegyverzetét négy darab 8,8 cm-es, 30 kaliberhosszúságú, külön forgótalpakon elhelyezett gyorstüzelőágyú alkotta. Lövedékeik 7 kg-osak voltak és 590 m/s torkolati sebességgel lőtték ki őket. Tűzgyorsaságuk 15 lövés/perc volt. 30°-os legnagyobb emelkedés mellett 10.500 méterre lévő célpontokat is elérhettek. A lőszerkészlet 800 darabos volt, így minden ágyúra 200 lövedék jutott. Rendelkeztek hat 5 cm-es, 40 kaliberhosszúságú ágyúval is, melyek 1,75 kg-os lövedékeket lőttek ki 10 lövés/perc tűzgyorsasággal. Legnagyobb lőtávolságuk 6200 méter volt. Az 1500 darabos lőszerkészlet révén minden ágyúra jutott 250 gránát. Az ágyúkon kívül ellátták még egy erőteljes döfőorral és három 45 cm-es torpedóvető csővel is, melyek közül kettő a fedélzeten kétoldalt, egy pedig a hajó orrában a víz alatt kapott helyet.
A Hela gyenge páncélzattal rendelkezett. A fedélzetét 20 mm-es acéllemezekkel védték és az enyhén döntött oldalpáncélzatának 25 mm-es vastagsága is csak kis mértékben volt erősebb. A parancsnoki tornyot 30 mm-es acéllemezekkel látták el.

## Szolgálata
A Helát 1896. május 3-án állították szolgálatba. A gépeinél fellépő problémák miatt 1896. szeptember 19-én a javítások idejére kivonták a szolgálatból. 1898. március 10-én ismét szolgálatba állt és az I. csatahajóraj I. divíziójához (I. Division des I. Geschwaders) osztották be, majd az ez évi hadgyakorlat során futárhajóként alkalmazták. Június 14. és július 31. között a Hohenzollern császári yacht mellé lett beosztva kísérő cirkálónak és ekként vett részt a császár éves Skandináviába tett útján, mely a Hardangerfjordba vezetett. Szeptember 17. és december 8. között a Herthával elkísérte a császárt a Palesztinába. 1899-ben részt vett a rajának Atlanti-óceánra tett cirkálóútján valamint a Doverbe, Hollandiába és Svédországba tett látogatásokon. A hajótípusok megnevezésének változtatásakor kiscirkálóvá (kleiner Kreuzer; könnyűcirkáló) minősítették át.

### Bokszerlázadás
Az 1900-ban Kínában kitört bokszerlázadás során a felkelők ostrom alá vették a Pekingben lévő külföldi követségeket és meggyilkolták Clemens von Ketteler bárót, a német követet. A nyugatiak elleni erőszakhullám Németország és hét másik nagyhatalom, az Egyesült Királyság, Olaszország, Oroszország, Ausztria-Magyarország, az Egyesült Államok, Franciaország és Japán összefogásához vezetett a felkelés leverésére. A Pekingben tartózkodó csapataik azonban csak 400 főt tettek ki és ez nem volt elég a bokszerek ellen. Ekkor Németország fő katonai erejét a Kelet-ázsiai Hajóraj képezte, melyhez a Kaiserin Augusta, a Hansa és a Hertha védett cirkálók, az Irene és Gefion könnyűcirkálók valamint a Jaguar és az Iltis ágyúnaszádok tartoztak. A Taku-erődökben volt még egy 500 fős német különítmény, mellyel együtt a nagyhatalmak katonai ereje összesen 2100 főt tett ki. Ez a 2100 ember a brit Edward Seymour tengernagy vezetésével megpróbált eljutni Pekingbe, de a heves ellenállás következtében Tiencsinnél elakadtak. A császár a Kelet-ázsiai Hajóraj megerősítésére egy expedíciós haderő Kínába küldése mellett döntött. Az öt Brandenburg-osztályú csatahajóra támaszkodó tengeri expedíció része volt a Hela is. Tirpitz tengernagy ellenezte ezt a tervet, mivel szükségtelennek és túl költségesnek találta. Ellenvetései ellenére útnak indították az expedíciót.

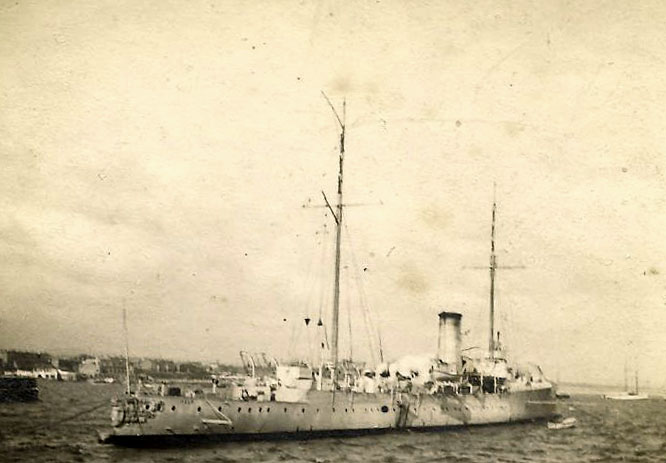
a Hela az írországi Kingston (Dún Laoghaire) kikötőjében még az eredeti, egykéményes kialakítással 1900 körül

A divízió 1900. július 9-én illetve 11-én hagyta el Kielt és Wilhelmshavent, július 17-18-án Gibraltárban szenet vételezett, majd a 26-27-én áthaladt a Szuezi-csatornán, ahol csatlakozott a divízióhoz a Luchs ágyúnaszád. Perimnél és Ádenben ismét szenet vételeztek, majd a Luchsot hátrahagyva augusztus 2-án az Indiai-óceánt átszelve elindultak Colombo felé. Innen a Malaka-szoroson áthaladva érkeztek meg Szingapúrba, ahol augusztus 19. és 23. között megtartották az első nagyobb pihenőt. A divízió augusztus 28-án érkezett meg Hongkongba, majd 30-án a Sanghaj melletti Wusongba értek. Innen tevékenykedve részt vettek a kínai haditengerészet elleni blokádban, mely a Jangcén felhajózva nem kívánt szembeszállni a nemzetközi haderővel. A négy német mellett két brit kapitális hadihajó is részt vett a folyótorkolat lezárásában. Rajtuk kívül a nemzetközi erők nagyszámú cirkálója, ágyúnaszádja és rombolója is részt vett a blokádban.
A Hela a távol-keleti küldetés nagy része alatt a csatahajók mellett maradt és 1901 márciusa és májusa között - időnként a cirkálóraj későbbi parancsnokának, Maximilian von Spee korvettkapitánynak a parancsnoksága alatt – Csingtaóban állomásozott, ahova a Hongkongban vagy Japánban elvégzett karbantartások után a divízió csatahajói mind befutottak és itt közös gyakorlatokat tartottak. 1901. június 1-én a Kurfürst Friedrich Wilhelm, a Brandenburg, a Weißenburg és a Wörth csatahajókból valamint a Helából álló kötelék visszaindult Németországba, ahova augusztus 11-én érkezett meg. A visszaúton a monszun miatt biztonságból a Seychelle-szigeteken lévő Mahén vettek fel szenet. A divízió augusztus 1-én Cádizban találkozott a Henrik herceg vezette I. csatahajóraj új I. divíziójával. A két divízió innen együtt tért vissza Németországba. A küldetés rendkívül költséges volt, mivel az oda- és visszaúton idegen szenet kellett vételezzenek, emellett ezekre a hajókra nem volt szükség a felkelés leveréséhez. A 100 millió márkát felemésztő küldetés demonstratív jellege azonban nyilvánvaló volt. Egyik más nagyhatalom sem mozgósította erőit ilyen mértékben.
A Hela megérkezése után nem sokkal (augusztus 26. és szeptember 16. között) részt vett a Norvégiába tett cirkálóúton, melynek során többek között Christianiát is felkereste.

### Az 1902-es flottamanőver
1902. augusztus 31-én kezdődtek meg az éves flottaszintű hadgyakorlatok. A hadgyakorlat első részében azt imitálták, hogy Németország háborúba keveredik egy nála erősebb tengeri hatalommal az Északi- és a Balti-tengeren. Ennek során a Hagen, Heimdall és Hildebrand partvédő páncélosokból álló rajt és egy rombolódivíziót egy nagyobb ellenséges egység csapdába csal a Kattegatban. A német hajóraj feladata az volt, hogy térjen vissza Kielbe és Balti-tengerről hajózzon át az Északi-tenger partján lévő Wilhelmshavenbe a Vilmos császár-csatornán keresztül, ahol csatlakozhat a flotta többi részéhez. A Hela három Brandenburg-osztályú csatahajóval valamint a Nymphe és az Amazone cirkálókkal a Kattegatból Kielbe vezető három nagy szoros egyikében foglalt állást az ellenséges erőket imitálva. Két másik hajórajt is az elszigetelt német hajóraj előretörésének megállítására állítottak fel.
Szeptember 2-ának reggelén induló hadgyakorlat során a Helának a raja által ellenőrzött terület számos kisebb csatornáját kellett átfésülnie. Reggel 06:00-kor a raj parancsnoka úgy döntött, hogy azon a szoroson át vezeti a hajóit, melyet a Hela felügyelt. Az „ellenség” rombolókból (großes Torpedoboot - nagy torpedónaszádokból) álló elővédje észlelte a német hajórajt, de a sűrű köd miatt a csatahajók nem vehették őket üldözőbe. Mindenesetre a Helát és a két cirkálót a német rombolók elleni támadásra rendelték. A Hela és a többi hajó hamar semlegesített több német rombolót, ami miatt a német raj északi irányba vonult vissza, a Hela a társaival pedig üldözte őket egészen addig, míg a gyakorlatot le nem fújták. Szeptember 3-án az egész flotta Læsø szigeténél vetett horgonyt és a hajók legénysége kipihenhette magát.
Másnap, szeptember 4-én a hadgyakorlat folytatódott. A német rajt számos csatahajóval (sorhajóval) és a Prinz Heinrich páncélos cirkálóval erősítették meg, a Hela pedig ismét az ellenséges erőkhöz került beosztásra. A német flottilla ezúttal azt a feladatot kapta, hogy az Északi-tengerre kihajózva próbáljon meg eljutni Helgolandra. A Helát a német raj lokalizálásával megbízott egyik előőrshöz osztották be. Rövid „tűzharcra” került sor a Prinz Heinrich és az ellenséges erők között, melynek során a páncélos cirkáló megrongálta a Freya és a Victoria Louise védett cirkálókat. Szeptember 5-ének korai óráiban torpedótámadást imitáltak a német raj ellen. Végül az ellenséges kötelék nem tudta feltartóztatni a német hajórajt mely így 12:00-ra elérte Helgolandot.
A Hela a flottával szeptember 8-11. között Helgoland előtt horgonyzott és a kazánfelfűtési taktikákat gyakorolta. Szeptember 11-én a hajók visszatértek Wilhelmshavenbe, ahol a következő két nap során feltöltötték a szénkészleteiket. Szeptember 14-én kezdődtek meg az éves flottagyakorlatok, melyek során azt imitálták, hogy a tengeri háború rosszul halad Németország számára és már csak négy csatahajó, a Hela és a Freya valamint egy divíziónyi romboló van bevetésre alkalmas állapotban. A hajók az Elba torkolatában állomásoztak, hogy innen védelmezzék a Vilmos császár-csatornát és Hamburgot. Szeptember 15-én az ellenséges haderő blokád alá vette a folyótorkolatot az Északi-tenger több más folyótorkolatával és kikötőjével egyetemben. A korábbi összecsapás folyamán szétszóródott rombolókat az ellenség felkutatta és elpusztította. Az ellenség csatahajóraja az Elba torkolatához hajózott, ahol a Hela, a Freya és a megmaradt rombolók teljesítettek őrszolgálatot. Szeptember 16-a eseménytelenül telt, de az éjszaka folyamán számos német rombolónak sikerült elsüllyesztenie a blokádban részt vevő egyik cirkálót és súlyosan megrongálni egy másikat. Másnap a támadólag fellépő Prinz Heinrich rövid tűzpárbajt vívott a Helával és a Freyával visszavonulásra kényszerítve őket. A viharossá váló időjárás miatt a hadműveletet elhalasztották másnapra. Azon a reggelen az ellenséges flotta a folyótorkolatban kiépített erődítmények mellett benyomult az Elbára. A német flottilla elkeseredett támadást intézett ellene és két csatahajót sikerült elsüllyesztenie. A túlerőben lévő ellenséges erők azonban végül felülkerekedtek a német hajókon és a hadgyakorlat az ő győzelmüket hozta.

### Átépítés

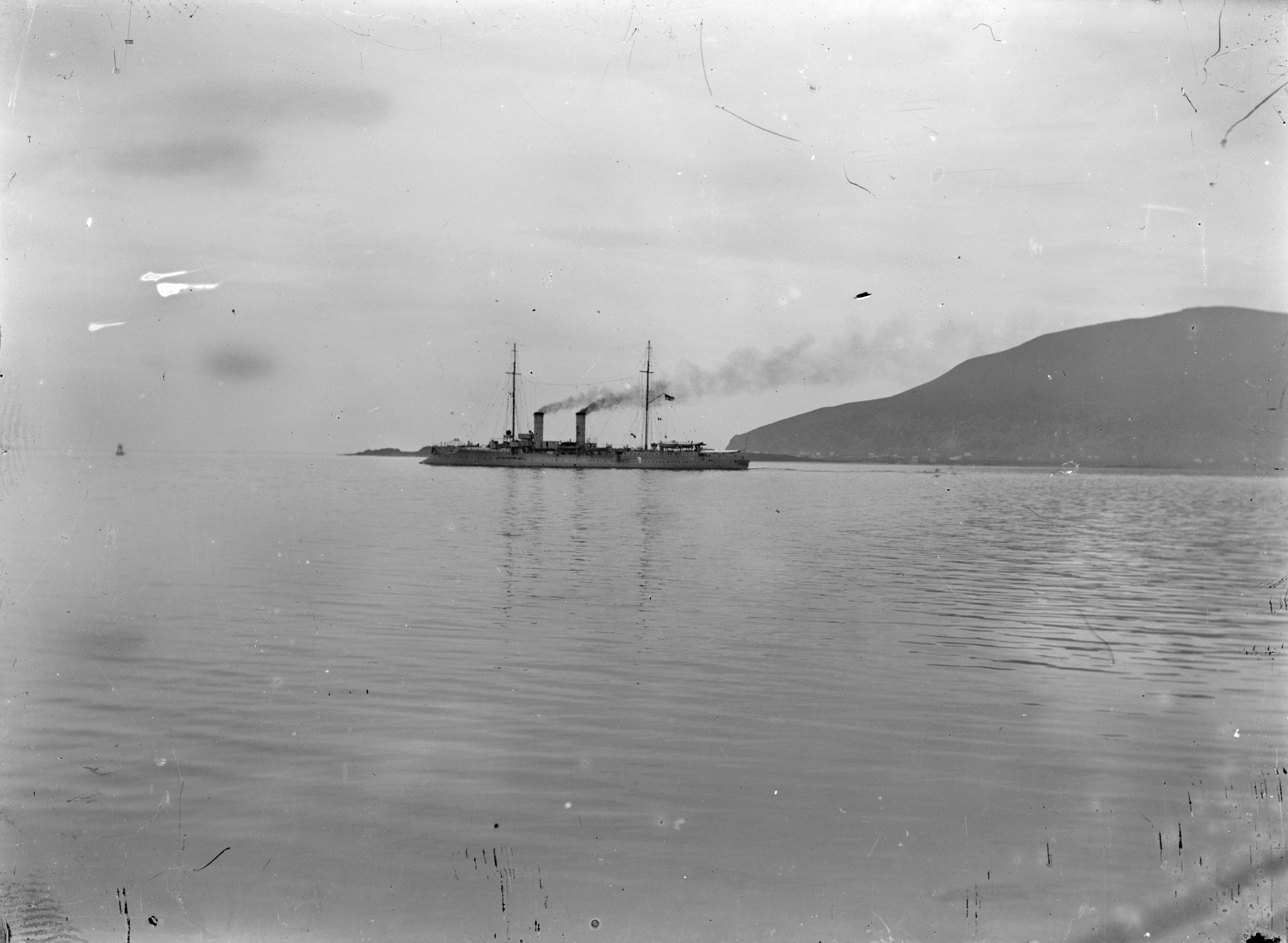
a Hela átépítése után már két kéménnyel a norvég partoknál Kristiansand közelében (1910)

1902 telén kisebb mértékben átépítették, így 1903 januárjának végén a könnyű tüzérség iskolahajójaként lehetett alkalmazni. A kazánjainak rossz állapota miatt 1903. április 25-én kivonták a szolgálatból és a Kaiserliche Werft Danzigban lévő hajógyárának szárazdokkjába került átfogó modernizálás elvégzése végett. A felépítményét átépítették és a két hátsó 8,8 cm-es ágyúját eltávolították, az eddig meglévő egy kéménye mellé kapott egy másodikat is. Növelték a szénkészletét is 370-ről 412 tonnára. A páncélfedélzet feletti vízhatlan rekeszek számát 22-ről 30-ra növelték és a dupla feneket úgy bővítették, hogy az hosszának 39%-át fedje. Az eredeti hat kazán helyett nyolc Marine-típusút kapott. A munkálatok egészen 1906-ig eltartottak és ekkor ismét szolgálatba állhatott a hazai vizeken. A személyzetét egy tiszttel és 16 főnyi legénységgel növelték meg. 1910-ben kivonták az aktív szolgálatból és október 1-től ellátóhajójaként alkalmazták. E minőségben gyakran szállított magas rangú megfigyelőket a flottagyakorlatokra, tengerészeti parádékra és egyéb hasonló alkalmakkor. 1912-ben honi kikötője Wilhelmshaven helyett Kiel lett.

### Első világháború
A világháború kitörésekor a Hela ismét harci egységként állt aktív szolgálatba a IV. felderítőcsoport (Aufklärungsgruppe IV) kötelékében, mely egység az Északi-tenger német partjai előtt őrjáratozást végző rombolók külső védelmi vonalát biztosította. A Hela Helgoland szigetétől északkeletre állomásozott horgonyt vetve a Stettin könnyűcirkálóval együtt. 1914. augusztus 28-án erős brit rombolóflottillák és cirkálórajok rajtaütést hajtottak végre az őrjáratozó rombolók ellen. Miután az ellenséges könnyű erőkkel vívott harcokról szóló jelentéseket vételezte, a Hela nyugatnak fordult, hogy csatlakozhasson a harcolókhoz. A hírre, hogy a britek délnyugati irányba, a szigettől távolodva visszavonulóban vannak, visszatért a kijelölt helyére és a későbbiek folyamán sem avatkozott bele a kiújuló küzdelembe. Az éjszaka folyamán a Kolberg és München cirkálókkal újrarendeződtek a rombolóflottillák védelméhez és a Helgolandi-öböl védelmi vonalainak újbóli felállítására.
Két héttel később, 1914. szeptember 13-án Helgolandról Wilhelmshavenbe tartott gyakorlatokat végezve a brit tengeralattjáróktól mentesnek vélt vizeken, mikor a szigettől 6 mérföldre dél-délnyugatra a Max Horton parancsnoksága alatti E9 tengeralattjáró támadást intézett ellene. A felszínre emelkedő E9-ről észlelték a német cirkálót és azonnal ismét alámerültek, majd két torpedót lőttek ki rá. Az egyik a közepénél találta el a hajót és az 25 perc alatt elsüllyedt. Annak ellenére, hogy gyorsan elsüllyedt, két matrózt leszámítva a teljes legénységét sikerült kimenekítenie az U 18 tengeralattjárónak és az egyik őrhajónak. Az E9-re ezt követően egész nap vadásztak a német hajók, de sikerült visszatérnie Harwichba. A kikötőbe való befutáskor Horton a Jolly Rogert vonta fel, hagyományt teremtve ezzel a sikeres bevetésről visszatérő brit tengeralattjárók számára. Az E9 legénysége 1050 angol fontos jutalmat kapott a Hela elsüllyesztéséért.
A Hela volt az első német hajó, melyet brit tengeralattjáró süllyesztett el. Elvesztésének hatására a németek nem végeztettek innentől gyakorlatozásokat az Északi-tengeren, hanem ennek elvégzésére a biztonságosabb Balti-tengerre vezényelték át a hajóikat. Egyik 8,8 cm-es ágyúját kiemelték és ma a cuxhaveni Kugelbake erődben van kiállítva.

## Fordítás
- Ez a szócikk részben vagy egészben  a   SMS Hela című angol Wikipédia-szócikk ezen változatának fordításán alapul.  Az eredeti cikk szerkesztőit annak laptörténete sorolja fel. Ez a jelzés csupán a megfogalmazás eredetét és a szerzői jogokat jelzi, nem szolgál a cikkben szereplő információk forrásmegjelöléseként.
- Ez a szócikk részben vagy egészben  a   SMS Hela (1895) című német Wikipédia-szócikk ezen változatának fordításán alapul.  Az eredeti cikk szerkesztőit annak laptörténete sorolja fel. Ez a jelzés csupán a megfogalmazás eredetét és a szerzői jogokat jelzi, nem szolgál a cikkben szereplő információk forrásmegjelöléseként.